# Episodi di The Chi (seconda stagione)
La seconda stagione della serie televisiva The Chi, composta da dieci episodi, è stata trasmessa sul canale statunitense via cavo Showtime dal 7 aprile al 16 giugno 2019.
Negli Stati Uniti, il primo episodio è stato reso disponibile in anteprima il 4 aprile 2019 sul sito web di Showtime.
In Italia, la stagione è andata in onda sul canale satellitare Fox dal 20 giugno al 18 luglio 2019.
| n° | Titolo originale                       | Titolo italiano                           | Prima TV USA   | Prima TV Italia |
| -- | -------------------------------------- | ----------------------------------------- | -------------- | --------------- |
| 1  | Eruptions                              | Vulcani                                   | 7 aprile 2019  | 20 giugno 2019  |
| 2  | Every Day I'm Hustlin                  | Mi sbatto tutti i giorni                  | 14 aprile 2019 | 20 giugno 2019  |
| 3  | Past Due                               | Pagare i debiti                           | 21 aprile 2019 | 27 giugno 2019  |
| 4  | Showdown                               | Resa dei conti                            | 28 aprile 2019 | 27 giugno 2019  |
| 5  | Feeling the Heat                       | Sentire il calore                         | 5 maggio 2019  | 4 luglio 2019   |
| 6  | A Leg Up                               | Un piccolo aiuto                          | 12 maggio 2019 | 4 luglio 2019   |
| 7  | A Blind Eye                            | Chiudere un occhio                        | 26 maggio 2019 | 11 luglio 2019  |
| 8  | Lean Into It                           | Lasciati andare                           | 2 giugno 2019  | 11 luglio 2019  |
| 9  | Guilt, Viral Videos, and Ass Whuppings | Colpe, video virali e frustate sul sedere | 9 giugno 2019  | 18 luglio 2019  |
| 10 | The Scorpion and the Frog              | Lo scorpione e la rana                    | 16 giugno 2019 | 18 luglio 2019  |